# 2010 XB11
2010 XB11 – planetoida z grupy Atiry okrążająca Słońce w ciągu 179 dni w średniej odległości 0,62 j.a. Została odkryta w 2008 roku. Nazwa planetoidy jest oznaczeniem tymczasowym.
Jest to planetoida należąca do grupy Atiry, podtypu grupy Atena. Jej orbita charakteryzuje się tym że planetoida przez cały okres obiegu krąży bliżej Słońca niż Ziemia. W swoim ruchu orbitalnym 2010 XB11 przecina orbitę Wenus i Merkurego.